# SN 2004bc
SN 2004bc – supernowa typu Ia odkryta 1 kwietnia 2004 roku w galaktyce NGC 3465. W momencie odkrycia miała maksymalną jasność 16,50m.